# Волобуєва Тетяна Іванівна
Тетяна Іванівна Волобуєва (нар. 1953) — українська радянська діячка, новатор виробництва, пресувальниця Харківського заводу «Харпластмас». Депутат Верховної Ради УРСР 10-го скликання.

## Біографія
Освіта середня. Член ВЛКСМ.
У 1973—1974 роках — робітниця будівельного управління № 5 тресту «Промбуд-2» Харківської області.
З 1974 року — пресувальниця Харківського заводу «Харпластмас» Харківської області.